# Wilków Głogowski
Wilków Głogowski – nieczynny kolejowy przystanek osobowy w Wilkowie, w województwie dolnośląskim, w Polsce.